# ハーベイ・オルター
ハーベイ・J・オルター（英語: Harvey James Alter、1935年9月12日 - ）はアメリカ合衆国のウイルス学者。アメリカ国立衛生研究所の名誉研究員。C型肝炎ウイルスの研究で知られ、2020年にはノーベル生理学・医学賞をマイケル・ホートン、チャールズ・ライスらとともに受賞した。

## 経歴
1935年、アメリカ・ニューヨークのユダヤ人一家に生まれる。ロチェスター大学で医学を学び、1960年に医学学士号を取得したのち、1961年から1964年までアメリカ国立衛生研究所（NIH）に勤務する。その後はワシントン大学とジョージタウン大学の病院でそれぞれ勤務した。1969年には再びNIHに戻り、現在は名誉研究員を務めている。

## 研究
1964年には若き研究者として、バルーク・サミュエル・ブランバーグのHBsAg（オーストラリア抗原）の発見に参加した。また後に輸血によって引き起こされる肝炎の原因解明と対策のため血液サンプルの貯蔵プロジェクトを率いた。これをもとにアメリカ政府は献血者及び臓器提供者の検診プログラムを開始し、輸血などによる感染リスクを1970年の30％からほぼ0％に引き下げることができた。
1970年代半ば、オルターのチームは輸血後に見られる肝炎の中で最もよく見られる症例はA型肝炎でもB型肝炎でもないことを証明した。そして同僚との研究によって、チンパンジーを用いた透過実験をもとに新たな肝炎の型を発見した。当初は「ノンエー・ノンビー」と呼ばれていた。これがのちのC型肝炎ウイルスの発見へと繋がり、1988年にはその存在が確かなものとされた。1989年4月に「ノンエー・ノンビー」は「C型肝炎ウイルス」と命名された。

## 受賞歴
- 1992年 - カール・ラントシュタイナー記念賞
- 2000年 - アルバート・ラスカー医学研究賞、ラスカー・ドゥベーキー臨床医学研究賞
- 2013年 - ガードナー国際賞
- 2020年 - ノーベル生理学・医学賞